# گاستون برو
گاستون برو (فرانسوی: Gaston Barreau‎; ۷ دسامبر ۱۸۸۳ – ۱۱ ژوئن ۱۹۵۸) بازیکن و مربی فوتبال اهل فرانسه بود.
وی سرمربی تیم ملی فوتبال فرانسه در جام جهانی فوتبال ۱۹۳۸ بوده‌است.